# Ида из Эльсдорфа
Ида из Эльсдорф (нем. Ida von Elsdorf; ок. 1020 — после 1085) — знатная дама из Швабии, графиня Дитмаршена, владелица Эльсдорфа, Отерсберга и Биркдорфа, племянница императора Священной Римской империи Генриха III и папы Льва IX. Получила известность благодаря спорам из-за её наследства, развернувшимся после её смерти.

## Биография
Главный источник об Иде — так называемые «Штаденские анналы», написанные северосаксонским хронистом Альбертом Штаденским в середине XIII века. В анналах в статье под 1112 годом рассказывается о том, что граф Ольденбурга Эгильмар II Младший, внук Иды фон Эльсдорф, начал имущественный спор с графами Штаде Лотарем Удо III и его сыном Генрихом, род которых владел наследственными землями Иды с момента её смерти.
Согласно этому сообщению, Ида была дочерью брата императора Генриха III и сестры папы Льва IX. Она была замужем трижды. От первого брака Ида оставила дочь Оду, которую первоначально отдала монахиней в монастырь Ринтельн, но затем выкупила её и, отдав во владение имение Штелендорф около Хеслингена и выдала замуж за сына «короля Руси». У Иды также родился сын Экберт, которого около 1052/1053 года убил в Вистеде около Эльсдорфа его родственник Удо II, граф Штадена.
Лишившись наследника, Ида отправилась в Рим к своему дяде, папе Льву IX. Под его влиянием она решила простить убийцу сына и, вернувшись в свои владения, усыновила графа Удо. Взамен он выделил Иде 300 дворов в пожизненное владение. Именно Удо унаследовал после смерти Иды её владения.
Однако в 1112 году граф Эгильмар II Младший, сын графа Эгильмара I и Рикенцы, дочери Иды от второго брака, попытался оспорить право на наследство у наследников Удо II фон Штаде, но вмешался викарный граф Штаде Фридрих, заставивший Эгильмара отказаться от претензий.
Первого мужа Иды и отца Оды, согласно «Штаденским анналам», звали Липпольд, он был «сыном госпожи Глисмод». После долгих споров историки пришли к выводу, что первым мужем был Людольф (ум. 1038), граф Брауншвейга, единоутробный брат императора Священной Римской империи Генриха III, а матерью — Гертруда, возможно, сестра папы Льва IX. Также в анналах указано, что Ида была замужем ещё дважды. Сыном Иды от второго или третьего брака был Бурхард, настоятель соборного храма в Трире, который возглавлял посольство на Русь в 1075 году.
Последний раз в источниках Ида упомянута в 1085 году.

## Брак и дети
1-й муж: Луитпольд (ум. до 1055), граф Штаде, возможно идентичен Луитпольду (ок. 1020/1025 — 9 декабря 1043), маркграфу Венгерской марки из династии Бабенбергов. Дети:
- Экберт (ок. 1040 — ок. 1052/1053)
- Ода «Штаденская» (ум. после 1052); 1-й муж: сын «короля Руси». Сейчас в историографии превалирует версия, по которой мужем Оды был Святослав Ярославич (1027 — 27 декабря 1076), князь черниговский и великий князь киевский[9]. Однако существует также версия, выдвинутая Н. А. Баумгартеном, который посчитал Оду, жену Святослава Ярославича, дочерью графа Этелера Белого, третьего мужа Иды. По его мнению Ода, дочь Иды фон Эльсдорф, вышла замуж за рано умершего старшего сына Ярослава Мудрого — Владимира Ярославича, князя Новгородского[10][11][12]. Эту версию принимает часть историков[13]; 2-й муж: N

2-й муж: с 1055 Дедо, граф Дитмаршена.
3-й муж: с ок. 1058 Этелер Белый, граф Дитмаршена.
От второго или третьего брака у Иды были дети:
- Рикенца (ум. после 1108); муж: Эгильмар I (ум. после 1108), граф Ольденбурга
- Бурхард (ум. после 1090), настоятель соборного храма в Трире